# ديفيد غرين (مخرج)
ديفيد غرين (بالإنجليزية: David Green)‏ هو مخرج بريطاني، ولد في 12 نوفمبر 1948 في لندن في المملكة المتحدة.

## وصلات خارجية
- ديفيد غرين على موقع IMDb (الإنجليزية)
- ديفيد غرين على موقع ألو سيني (الفرنسية)
- ديفيد غرين على موقع ميوزك برينز (الإنجليزية)
- ديفيد غرين على موقع أول موفي (الإنجليزية)
- ديفيد غرين على موقع قاعدة بيانات الأفلام السويدية (السويدية)
- ديفيد غرين على موقع قاعدة بيانات الفيلم (الإنجليزية)
- ديفيد غرين على موقع كينوبويسك (الروسية)
- ديفيد غرين على موقع كينوبويسك (الروسية)